# کرچو
کرچو (به لاتین: Crochu) یک منطقهٔ مسکونی در گرنادا است که در Saint Andrew Parish, Grenada واقع شده‌است. کرچو ۳۳ متر بالاتر از سطح دریا واقع شده‌است.